# Hồ Văn Mịch
Hồ Văn Mịch (1903-1932), là nhà giáo và là thành viên nòng cốt trong Việt Nam Quốc dân Đảng tại Việt Nam.

## Tiểu sử
Hồ Văn Mịch là người làng Đồng Hy , phủ Ninh Giang (nay thuộc huyện Ninh Giang, tỉnh Hải Dương). Ông là con của ông Hồ Văn Vĩnh và bà Nguyễn Thị Hoa Cư, một gia đình nhà nho nghèo đông con sống bằng nghề làm ruộng và trồng dâu nuôi tằm dệt lụa.
Thuở nhỏ, Hồ Văn Mịch được ông cậu là Huấn đạo Nguyễn Văn Thân giúp đỡ cho ăn học lần lượt qua các trường ở tổng, huyện đến trường Cao đẳng Sư phạm Đông Dương đặt tại Hà Nội. 
Khi tốt nghiệp, nhà nước Bảo hộ bổ Hồ Văn Mịch làm Huấn đạo ở một huyện, song ông từ chối chỉ xin được dạy học tại một trường ở Nam Định.
Cuối năm 1926, Phạm Tuấn Lâm và Phạm Tuấn Tài thành lập Nam Đồng thư xã (nay là nhà số 129 phố Trúc Bạch, Hà Nội), chuyên xuất bản các sách tuyên truyền chủ nghĩa yêu nước . Biết được, Hồ Văn Mịch tìm đến để đọc các ấn phẩm này. Sau đó, ông trở thành một thành viên nồng cốt của Nam Đồng thư xã.
Đến khi Việt Nam Quốc Dân Đảng (gọi tắt là Quốc dân Đảng) chính thức ra đời tại Hà Nội vào đêm 25 tháng 12 năm 1917, Hồ Văn Mịch cũng hăng hái tham gia, và được bầu làm Ủy viên Ủy ban Ngoại giao .
Theo bài viết về Hồ Văn Mịch trên website Họ Hồ, thì ông là người đã tham gia soạn thảo bài ca của Quốc Dân Đảng, trong đó có câu: Ta là dân nước Nam – Giống Lạc Hồng huống những lầm than – Làm sao giết hết lũ tham tàn thì lòng ta mới an – Nghĩ đến câu nước mất nhà tan – Sáu mươi năm dân làm nô lệ - Giặc nước Tây tham tàn rất tệ - Tình cảm này ai dễ ngồi yên – Thanh niên ơi! Hỡi thanh niên – Phải hết sức kết đoàn đứng lên – Cùng nhau sinh tử chữ đồng – Quyết làm cho Việt Nam cách mạng thành công, thành công...
Năm 1928, Hồ Văn Mịch và Nguyễn Văn Tiền được Quốc dân Đảng cử đi liên hệ các đảng phái yêu nước khác ở Nam Bộ và ở Thái Lan, nhằm thống nhất mục tiêu hoạt động và tập hợp lực lượng .
Ngày 9 tháng 2 năm 1929, hai đảng viên Quốc dân Đảng là Nguyễn Văn Lâm và Nguyễn Đức Lung (Ký Cao) bắn chết chủ mộ phu đồn điền người Pháp Bazin. Vụ này đã gây tiếng vang và chính quyền thực dân Pháp cũng đã phản ứng mạnh mẽ, bằng các cuộc càn quét gắt gao. Nhiều đảng viên của Quốc dân Đảng bị bắt, trong số đó có Hồ Văn Mịch.
Sau một thời gian giam giữ tại nhà tù Hỏa Lò (Hà Nội), tháng 7 năm đó, Hội đồng đề hình do thực dân Pháp lập ra, đã tuyên án ông 10 năm tù và đày ra Côn Đảo. Trong số bị đày với ông có Phạm Tuấn Tài.
Do cảnh sống khắc nghiệt, Hồ Văn Mịch bị nhiễm bệnh lao phổi và đã từ trần ngày 8 tháng 4 năm 1932 (tức ngày 12 tháng 3 năm Nhâm Thân). Sau đó, thân xác ông được bạn tù chôn ở nghĩa địa Hàng Keo nơi Côn Đảo.

## Thông tin liên quan
Sau này, Ban quản lý di tích lịch sử Côn Đảo đã quy tập hài cốt Hồ Văn Mịch về nghĩa trang Hàng Dương, mã số A2 khu D. Tại đây có một đoạn đường mang tên Hồ Văn Mịch nối liền với đường Huỳnh Thúc Kháng và đường Nguyễn Văn Linh.
Nghe tin ông mất, cô giáo An là vợ chưa cưới của ông, nhà ở hồ Trúc Bạch (Hà Nội) cũng đã về Đồng Hy (Hải Dương) chịu tang và khóc tặng ông câu đối: 
Tịch mịch phòng không từ đây thân phận thiếp
An nhàn chín suối phải chăng số kiếp chàng .

## Sách tham khảo
- Nguyễn Q. Thắng-Nguyễn Bá Thế, Từ điển nhân vật lịch sử Việt Nam, mục từ "Hồ Văn Mịch". Nhà xuất bản Khoa học xã hội, Hà Nội, 1992.
- Đinh Xuân Lâm (chủ biên)-Nguyễn Văn Khánh-Nguyễn Đình Lễ, Đại cương lịch sử Việt Nam (Tập 2). Nhà xuất bản Giáo dục, 2006.
- Hồ Phi Tiến, Vai trò của Hồ Văn Mịch trong Nam Đồng thi xã trên website Họ Hồ